# Supercopa Sudamericana 1996
La Supercopa Sudamericana 1996 fue la novena edición del torneo de clubes de América del Sur organizado por la Confederación Sudamericana de Fútbol que reunía a todos los campeones de la Copa Libertadores de América.
Vélez Sarsfield de Argentina se coronó campeón de manera invicta del certamen tras derrotar a su rival de la final, Cruzeiro de Brasil, en los dos partidos, situación que se dio por primera y única vez en la historia de la competición. Gracias a ello, disputó la Recopa Sudamericana 1997 frente a River Plate, que había ganado la Copa Libertadores 1996.

## Formato
El torneo se desarrolló en un formato plenamente eliminatorio, en cuatro rondas desde los octavos hasta la final. Como la cantidad de participantes excedía en uno los necesarios para elaborar las series de octavos de final, se estableció que tres equipos disputaran un triangular, que le otorgaría a su ganador un pase directo a los cuartos de final. Todos los cruces se disputaron en ida y vuelta. Ante la igualdad de puntos, obtenía la clasificación el equipo con mejor diferencia de goles; de persistir el empate, se efectuaron tiros desde el punto penal.
|                               |                               | Equipos que entran en esta fase | Equipos que provienen de la fase anterior        |
| ----------------------------- | ----------------------------- | --- | ------------------------------------------------ |
| Octavos de final (17 equipos) | Octavos de final (17 equipos) | - Argentinos Juniors, Atlético Nacional, Boca Juniors, Colo-Colo, Cruzeiro, Estudiantes (LP), Flamengo, Grêmio, Independiente, Nacional, Olimpia, Peñarol, Racing Club, River Plate, São Paulo, Santos y Vélez Sarsfield |                                                  |
| Cuartos de final (8 equipos)  | Cuartos de final (8 equipos)  | | - 8 equipos clasificados de los Octavos de final |

## Equipos participantes
| País                      | Equipo                                                                                                 | Copas Libertadores ganadas                                                                               |
| ------------------------- | --- | --- |
| Argentina 7 participantes | Argentinos Juniors Boca Juniors Estudiantes (LP) Independiente Racing Club River Plate Vélez Sarsfield | 1985 1977 – 1978 1968 – 1969 – 1970 1964 – 1965 – 1972 – 1973 – 1974 – 1975 – 1984 1967 1986 – 1996 1994 |
| Brasil 5 participantes    | Cruzeiro Flamengo Grêmio Santos São Paulo                                                              | 1976 1981 1983 – 1995 1962 – 1963 1992 – 1993                                                            |
| Chile 1 participante      | Colo-Colo                                                                                              | 1991 |
| Colombia 1 participante   | Atlético Nacional                                                                                      | 1989 |
| Paraguay 1 participante   | Olimpia                                                                                                | 1979 – 1990                                                                                              |
| Uruguay 2 participantes   | Nacional Peñarol                                                                                       | 1971 – 1980 – 1988 1960 – 1961 – 1966 – 1982 – 1987                                                      |

### Distribución geográfica de los equipos
Distribución geográfica de las sedes de los equipos participantes:

## Resultados

### Cuadro de desarrollo
|  | Octavos de final             | Octavos de final             | Octavos de final             | Octavos de final             |   |                   | Cuartos de final    | Cuartos de final    | Cuartos de final    | Cuartos de final    |  |                 | Semifinales                      | Semifinales                      | Semifinales                      | Semifinales                      |  |                 | Final                            | Final                            | Final                            | Final                            |  |
|  | 21 de agosto al 2 de octubre | 21 de agosto al 2 de octubre | 21 de agosto al 2 de octubre | 21 de agosto al 2 de octubre |   |                   | 16 al 24 de octubre | 16 al 24 de octubre | 16 al 24 de octubre | 16 al 24 de octubre |  |                 | 30 de octubre al 14 de noviembre | 30 de octubre al 14 de noviembre | 30 de octubre al 14 de noviembre | 30 de octubre al 14 de noviembre |  |                 | 20 de noviembre y 4 de diciembre | 20 de noviembre y 4 de diciembre | 20 de noviembre y 4 de diciembre | 20 de noviembre y 4 de diciembre |  |
|  |                              |                              |                              |                              |   |                   |                     |                     |                     |                     |  |                 |                                  |                                  |                                  |                                  |  |                 |                                  |                                  |                                  |                                  |  |
|  |                              |                              |                              |                              |   |                   |                     |                     |                     |                     |  |                 |                                  |                                  |                                  |                                  |  |                 |                                  |                                  |                                  |                                  |  |
|  | São Paulo                    | 1                            | 2                            | 3 (3)                        |   |                   |                     |                     |                     |                     |  |                 |                                  |                                  |                                  |                                  |  |                 |                                  |                                  |                                  |                                  |  |
|  | São Paulo                    | 1                            | 2                            | 3 (3)                        |   |                   |                     |                     |                     |                     |  |                 |                                  |                                  |                                  |                                  |  |                 |                                  |                                  |                                  |                                  |  |
|  | Olimpia (p.)                 | 2                            | 1                            | 3 (5)                        |   |                   |                     |                     |                     |                     |  |                 |                                  |                                  |                                  |                                  |  |                 |                                  |                                  |                                  |                                  |  |
|  | Olimpia (p.)                 | 2                            | 1                            | 3 (5)                        |   | Olimpia           | 0                   | 0                   | 0                   |                     |  |                 |                                  |                                  |                                  |                                  |  |                 |                                  |                                  |                                  |                                  |  |
|  |                              |                              |                              |                              |   | Olimpia           | 0                   | 0                   | 0                   |                     |  |                 |                                  |                                  |                                  |                                  |  |                 |                                  |                                  |                                  |                                  |  |
|  |                              |                              | Vélez Sarsfield              | 3                            | 1 | 4                 |                     |                     |                     |                     |  |                 |                                  |                                  |                                  |                                  |  |                 |                                  |                                  |                                  |                                  |  |
|  | Vélez Sarsfield              | 3                            | Vélez Sarsfield              | 3                            | 1 | 4                 | 1                   | 4                   |                     |                     |  |                 |                                  |                                  |                                  |                                  |  |                 |                                  |                                  |                                  |                                  |  |
|  | Vélez Sarsfield              | 3                            |                              |                              |   |                   |                     |                     |                     |                     |  |                 |                                  |                                  |                                  |                                  |  |                 |                                  |                                  |                                  |                                  |  |
|  | Grêmio                       | 3                            | 0                            | 3                            |   |                   |                     |                     |                     |                     |  |                 |                                  |                                  |                                  |                                  |  |                 |                                  |                                  |                                  |                                  |  |
|  | Grêmio                       | 3                            | 0                            | 3                            |   |                   |                     |                     |                     |                     |  | Vélez Sarsfield | 2                                | 1                                | 3                                |                                  |  |                 |                                  |                                  |                                  |                                  |  |
|  |                              |                              |                              |                              |   |                   |                     |                     |                     |                     |  | Vélez Sarsfield | 2                                | 1                                | 3                                |                                  |  |                 |                                  |                                  |                                  |                                  |  |
|  |                              |                              | Santos                       | 1                            | 1 | 2                 |                     |                     |                     |                     |  |                 |                                  |                                  |                                  |                                  |  |                 |                                  |                                  |                                  |                                  |  |
|  | Atlético Nacional            | 2                            | Santos                       | 1                            | 1 | 2                 | 2                   | 4                   |                     |                     |  |                 |                                  |                                  |                                  |                                  |  |                 |                                  |                                  |                                  |                                  |  |
|  | Atlético Nacional            | 2                            |                              |                              |   |                   |                     |                     |                     |                     |  |                 |                                  |                                  |                                  |                                  |  |                 |                                  |                                  |                                  |                                  |  |
|  | River Plate                  | 2                            | 1                            | 3                            |   |                   |                     |                     |                     |                     |  |                 |                                  |                                  |                                  |                                  |  |                 |                                  |                                  |                                  |                                  |  |
|  | River Plate                  | 2                            | 1                            | 3                            |   | Atlético Nacional | 0                   | 3                   | 3 (6)               |                     |  |                 |                                  |                                  |                                  |                                  |  |                 |                                  |                                  |                                  |                                  |  |
|  |                              |                              |                              |                              |   | Atlético Nacional | 0                   | 3                   | 3 (6)               |                     |  |                 |                                  |                                  |                                  |                                  |  |                 |                                  |                                  |                                  |                                  |  |
|  |                              |                              | Santos (p.)                  | 2                            | 1 | 3 (7)             |                     |                     |                     |                     |  |                 |                                  |                                  |                                  |                                  |  |                 |                                  |                                  |                                  |                                  |  |
|  | Santos                       | 2                            | Santos (p.)                  | 2                            | 1 | 3 (7)             | 3                   | 5                   |                     |                     |  |                 |                                  |                                  |                                  |                                  |  |                 |                                  |                                  |                                  |                                  |  |
|  | Santos                       | 2                            |                              |                              |   |                   |                     |                     |                     |                     |  |                 |                                  |                                  |                                  |                                  |  |                 |                                  |                                  |                                  |                                  |  |
|  | Peñarol                      | 1                            | 0                            | 1                            |   |                   |                     |                     |                     |                     |  |                 |                                  |                                  |                                  |                                  |  |                 |                                  |                                  |                                  |                                  |  |
|  | Peñarol                      | 1                            | 0                            | 1                            |   |                   |                     |                     |                     |                     |  |                 |                                  |                                  |                                  |                                  |  | Vélez Sarsfield | 1                                | 2                                | 3                                |                                  |  |
|  |                              |                              |                              |                              |   |                   |                     |                     |                     |                     |  |                 |                                  |                                  |                                  |                                  |  | Vélez Sarsfield | 1                                | 2                                | 3                                |                                  |  |
|  |                              |                              | Cruzeiro                     | 0                            | 0 | 0                 |                     |                     |                     |                     |  |                 |                                  |                                  |                                  |                                  |  |                 |                                  |                                  |                                  |                                  |  |
|  | Colo-Colo                    | 4                            | Cruzeiro                     | 0                            | 0 | 0                 | 2                   | 6                   |                     |                     |  |                 |                                  |                                  |                                  |                                  |  |                 |                                  |                                  |                                  |                                  |  |
|  | Colo-Colo                    | 4                            |                              |                              |   |                   |                     |                     |                     |                     |  |                 |                                  |                                  |                                  |                                  |  |                 |                                  |                                  |                                  |                                  |  |
|  | Estudiantes                  | 2                            | 1                            | 3                            |   |                   |                     |                     |                     |                     |  |                 |                                  |                                  |                                  |                                  |  |                 |                                  |                                  |                                  |                                  |  |
|  | Estudiantes                  | 2                            | 1                            | 3                            |   | Colo-Colo         | 1                   | 1                   | 2                   |                     |  |                 |                                  |                                  |                                  |                                  |  |                 |                                  |                                  |                                  |                                  |  |
|  |                              |                              |                              |                              |   | Colo-Colo         | 1                   | 1                   | 2                   |                     |  |                 |                                  |                                  |                                  |                                  |  |                 |                                  |                                  |                                  |                                  |  |
|  |                              |                              | Flamengo                     | 1                            | 0 | 1                 |                     |                     |                     |                     |  |                 |                                  |                                  |                                  |                                  |  |                 |                                  |                                  |                                  |                                  |  |
|  | Flamengo                     | 0                            | Flamengo                     | 1                            | 0 | 1                 | 1                   | 1                   |                     |                     |  |                 |                                  |                                  |                                  |                                  |  |                 |                                  |                                  |                                  |                                  |  |
|  | Flamengo                     | 0                            |                              |                              |   |                   |                     |                     |                     |                     |  |                 |                                  |                                  |                                  |                                  |  |                 |                                  |                                  |                                  |                                  |  |
|  | Independiente                | 0                            | 0                            | 0                            |   |                   |                     |                     |                     |                     |  |                 |                                  |                                  |                                  |                                  |  |                 |                                  |                                  |                                  |                                  |  |
|  | Independiente                | 0                            | 0                            | 0                            |   |                   |                     |                     |                     |                     |  | Colo-Colo       | 2                                | 0                                | 2                                |                                  |  |                 |                                  |                                  |                                  |                                  |  |
|  |                              |                              |                              |                              |   |                   |                     |                     |                     |                     |  | Colo-Colo       | 2                                | 0                                | 2                                |                                  |  |                 |                                  |                                  |                                  |                                  |  |
|  |                              |                              | Cruzeiro                     | 3                            | 4 | 7                 |                     |                     |                     |                     |  |                 |                                  |                                  |                                  |                                  |  |                 |                                  |                                  |                                  |                                  |  |
|  | Cruzeiro                     | 1                            | Cruzeiro                     | 3                            | 4 | 7                 | 3                   | 4                   |                     |                     |  |                 |                                  |                                  |                                  |                                  |  |                 |                                  |                                  |                                  |                                  |  |
|  | Cruzeiro                     | 1                            |                              |                              |   |                   |                     |                     |                     |                     |  |                 |                                  |                                  |                                  |                                  |  |                 |                                  |                                  |                                  |                                  |  |
|  | Nacional                     | 1                            | 1                            | 2                            |   |                   |                     |                     |                     |                     |  |                 |                                  |                                  |                                  |                                  |  |                 |                                  |                                  |                                  |                                  |  |
|  | Nacional                     | 1                            | 1                            | 2                            |   | Cruzeiro (p.)     | 0                   | 1                   | 1 (7)               |                     |  |                 |                                  |                                  |                                  |                                  |  |                 |                                  |                                  |                                  |                                  |  |
|  |                              |                              |                              |                              |   | Cruzeiro (p.)     | 0                   | 1                   | 1 (7)               |                     |  |                 |                                  |                                  |                                  |                                  |  |                 |                                  |                                  |                                  |                                  |  |
|  |                              |                              | Boca Juniors                 | 0                            | 1 | 1 (6)             |                     |                     |                     |                     |  |                 |                                  |                                  |                                  |                                  |  |                 |                                  |                                  |                                  |                                  |  |
|  |                              |                              | Boca Juniors                 | 0                            | 1 | 1 (6)             |                     |                     |                     |                     |  |                 |                                  |                                  |                                  |                                  |  |                 |                                  |                                  |                                  |                                  |  |
|  |                              |                              |                              |                              |   |                   |                     |                     |                     |                     |  |                 |                                  |                                  |                                  |                                  |  |                 |                                  |                                  |                                  |                                  |  |
|  |                              |                              |                              |                              |   |                   |                     |                     |                     |                     |  |                 |                                  |                                  |                                  |                                  |  |                 |                                  |                                  |                                  |                                  |  |
|  |                              |                              |                              |                              |   |                   |                     |                     |                     |                     |  |                 |                                  |                                  |                                  |                                  |  |                 |                                  |                                  |                                  |                                  |  |
|  |                              |                              |                              |                              |   |                   |                     |                     |                     |                     |  |                 |                                  |                                  |                                  |                                  |  |                 |                                  |                                  |                                  |                                  |  |

- Nota: En cada llave, el equipo que ocupa la primera línea es el que definió la serie como local.

### Octavos de final
| 12 de septiembre de 1996 | Olimpia                  | 2:1 (1:0) | São Paulo  | Estadio Manuel Ferreira, Asunción |                              |
|                          | Silvera 41' · Torres 73' |           | Valdir 76' | Árbitro(s): Javier Castrilli      | Árbitro(s): Javier Castrilli |

| 19 de septiembre de 1996 | São Paulo                                  | 2:1 (0:0) (3:5 p.)         | Olimpia                                          | Estadio de Morumbí, São Paulo |                               |
|                          | Aristizábal 47' · Serginho 86'             |                            | Samaniego 88'                                    | Árbitro(s): José Luis Da Rosa | Árbitro(s): José Luis Da Rosa |
|                          |                                            | Tiros desde el punto penal |                                                  |                               |                               |
|                          | André Luiz · Valdir · Müller · Aristizábal |                            | Esteche · Silvera · Bourdier · Sotelo · Sanabria |                               |                               |

| 19 de septiembre de 1996 | Grêmio                            | 3:3 (2:1) | Vélez Sarsfield                            | Estadio Olímpico Monumental, Porto Alegre |                         |
|                          | Saulo 41' · Arce 43' · Aílton 48' |           | Camps 21' · Morigi 62' · Galvão 64' (a.g.) | Árbitro(s): Julio Matto                   | Árbitro(s): Julio Matto |

| 2 de octubre de 1996 | Vélez Sarsfield | 1:0 (0:0) | Grêmio | Estadio José Amalfitani, Buenos Aires |                          |
|                      | Bassedas 87'    |           |        | Árbitro(s): Jorge Nieves              | Árbitro(s): Jorge Nieves |

| 11 de septiembre de 1996 | River Plate              | 2:2 (2:1) | Atlético Nacional         | Estadio Monumental, Buenos Aires |                            |
|                          | Cruz 14' · Monserrat 35' |           | Mosquera 9' · Tréllez 55' | Árbitro(s): Márcio Rezende       | Árbitro(s): Márcio Rezende |

| 18 de septiembre de 1996 | Atlético Nacional     | 2:1 (1:1) | River Plate  | Estadio Atanasio Girardot, Medellín |                                     |
|                          | Ángel 37' · Perea 90' |           | Rivarola 18' | Árbitro(s): Eduardo Gamboa Martínez | Árbitro(s): Eduardo Gamboa Martínez |

| 10 de septiembre de 1996 | Peñarol          | 1:2 (1:0) | Santos                   | Estadio Atilio Paiva Olivera, Rivera |                            |
|                          | Aguirregaray 45' |           | Jamelli 57' · Robert 89' | Árbitro(s): Daniel Giménez           | Árbitro(s): Daniel Giménez |

| 26 de septiembre de 1996 | Santos                                   | 3:0 (0:0) | Peñarol | Estadio do Ibirapuera, São Paulo |                              |
|                          | Sandro 53' · Vágner 64' · Alessandro 77' |           |         | Árbitro(s): Javier Castrilli     | Árbitro(s): Javier Castrilli |

| 12 de septiembre de 1996 | Estudiantes              | 2:4 (2:1) | Colo-Colo                                              | Estadio Jorge Luis Hirschi, La Plata                     |                                                          |
|                          | Fúriga 40' · Palermo 43' |           | Sierra 6' · Zapata 49' (a.g.) · Vegara 63' · Tapia 64' | Asistencia: 8 000 espectadores Árbitro(s): Félix Benegas | Asistencia: 8 000 espectadores Árbitro(s): Félix Benegas |

| 3 de octubre de 1996 | Colo-Colo      | 2:1 (0:1) | Estudiantes | Estadio Monumental, Santiago                                      |                                                                   |
|                      | Basay 46', 62' |           | Palermo 16' | Asistencia: 20 000 espectadores Árbitro(s): José Arana Villamonte | Asistencia: 20 000 espectadores Árbitro(s): José Arana Villamonte |

| 11 de septiembre de 1996 | Independiente | 0:0 | Flamengo | Estadio La Doble Visera, Avellaneda |  |
|                          |               |     |          | Árbitro(s): Jorge Nieves            |  |

| 25 de septiembre de 1996 | Flamengo         | 1:0 (1:0) | Independiente | Estadio de Maracaná, Río de Janeiro |                                 |
|                          | Fábio Baiano 38' |           |               | Árbitro(s): Eduardo Dluzniewski     | Árbitro(s): Eduardo Dluzniewski |

| 17 de septiembre de 1996 | Nacional        | 1:1 (1:1) | Cruzeiro   | Estadio Centenario, Montevideo |                               |
|                          | J. González 24' |           | Aílton 34' | Árbitro(s): Epifanio González  | Árbitro(s): Epifanio González |

| 25 de septiembre de 1996 | Cruzeiro                                         | 3:1 (1:0) | Nacional         | Estadio Mineirão, Belo Horizonte |                            |
|                          | Palhinha 20' (pen.) · Paulinho 56' · Fabinho 88' |           | S. Fernández 50' | Árbitro(s): Roberto Ruscio       | Árbitro(s): Roberto Ruscio |

#### Triangular clasificatorio
| Equipo             | Pts. | PJ | PG | PE | PP | GF | GC | DG |
| ------------------ | ---- | -- | -- | -- | -- | -- | -- | -- |
| Boca Juniors       | 8    | 4  | 2  | 2  | 0  | 6  | 1  | 5  |
| Racing Club        | 6    | 4  | 1  | 3  | 0  | 2  | 1  | 1  |
| Argentinos Juniors | 1    | 4  | 0  | 1  | 3  | 0  | 6  | –6 |

| 21 de agosto de 1996 | Argentinos Juniors | 0:2 (0:2) | Boca Juniors                     | Estadio José Amalfitani, Buenos Aires |                          |
|                      |                    |           | Rambert 20' (pen.) · Latorre 28' | Árbitro(s): Hugo Cordero              | Árbitro(s): Hugo Cordero |

| 28 de agosto de 1996 | Argentinos Juniors | 0:1 (0:0) | Racing Club | Estadio Ricardo Etcheverri, Buenos Aires |                              |
|                      |                    |           | Capria 73'  | Árbitro(s): Javier Castrilli             | Árbitro(s): Javier Castrilli |

| 11 de septiembre de 1996 | Boca Juniors | 1:1 (0:1) | Racing Club | Estadio La Bombonera, Buenos Aires |                            |
|                          | Carrario 90' |           | Quiroz 7'   | Árbitro(s): Roberto Ruscio         | Árbitro(s): Roberto Ruscio |

| 18 de septiembre de 1996 | Racing Club | 0:0 | Argentinos Juniors | Estadio El Cilindro, Buenos Aires |  |
|                          |             |     |                    | Árbitro(s): Horacio Elizondo      |  |

| 25 de septiembre de 1996 | Boca Juniors                             | 3:0 (0:0) | Argentinos Juniors | Estadio La Bombonera, Buenos Aires |                              |
|                          | Carrario 61' · Cedrés 70' · Martínez 86' |           |                    | Árbitro(s): Rubén Pascualino       | Árbitro(s): Rubén Pascualino |

| 3 de octubre de 1996 | Racing Club | 0:0 | Boca Juniors | Estadio El Cilindro, Buenos Aires |  |
|                      |             |     |              | Árbitro(s): Hugo Cordero          |  |

### Cuartos de final
| 16 de octubre de 1996 | Vélez Sarsfield                          | 3:0 (2:0) | Olimpia | Estadio José Amalfitani, Buenos Aires |                             |
|                       | Chilavert 19' · Camps 43' · Bassedas 84' |           |         | Árbitro(s): Sidrack Marinho           | Árbitro(s): Sidrack Marinho |

| 23 de octubre de 1996 | Olimpia | 0:1 (0:1) | Vélez Sarsfield | Estadio Defensores del Chaco, Asunción |                         |
|                       |         |           | Camps 29'       | Árbitro(s): Julio Matto                | Árbitro(s): Julio Matto |

| 16 de octubre de 1996 | Santos                 | 2:0 (2:0) | Atlético Nacional | Estadio Teixeirão, São José do Rio Preto |                              |
|                       | Jean 26' · Jamelli 41' |           |                   | Árbitro(s): Horacio Elizondo             | Árbitro(s): Horacio Elizondo |

| 23 de octubre de 1996 | Atlético Nacional                                                         | 3:1 (1:0) (6:7 p.)         | Santos                                                                               | Estadio Atanasio Girardot, Medellín |                              |
|                       | Gaviria 38' · Tréllez 54' · Serna 66' (pen.)                              |                            | Camanducaia 64'                                                                      | Árbitro(s): Javier Castrilli        | Árbitro(s): Javier Castrilli |
|                       |                                                                           | Tiros desde el punto penal |                                                                                      |                                     |                              |
|                       | Serna · García · Perea · Morantes · Ángel · Ospina · Mosquera · Tuberquia |                            | Jamelli · Sandro · Assunção · Ânderson Lima · Edinho · Piá · Carlinhos · Camanducaia |                                     |                              |

| 17 de octubre de 1996 | Flamengo          | 1:1 (1:0) | Colo-Colo   | Estadio Teixeirão, São José do Rio Preto                |                                                         |
|                       | Júnior Baiano 14' |           | Ferrero 88' | Asistencia: 1 951 espectadores Árbitro(s): Jorge Nieves | Asistencia: 1 951 espectadores Árbitro(s): Jorge Nieves |

| 24 de octubre de 1996 | Colo-Colo  | 1:0 (0:0) | Flamengo | Estadio Monumental, Santiago                           |                                                        |
|                       | Espina 82' |           |          | Asistencia: 40 000 espectadores Árbitro(s): Óscar Ruiz | Asistencia: 40 000 espectadores Árbitro(s): Óscar Ruiz |

| 17 de octubre de 1996 | Boca Juniors | 0:0 | Cruzeiro | Estadio La Bombonera, Buenos Aires |  |
|                       |              |     |          | Árbitro(s): Mario Sánchez Yantén   |  |

| 23 de octubre de 1996 | Cruzeiro                                                                                            | 1:1 (0:0) (7:6 p.)         | Boca Juniors                                                                           | Estadio Mineirão, Belo Horizonte |                             |
|                       | Paulinho 58'                                                                                        |                            | Cedrés 63'                                                                             | Árbitro(s): Óscar Velázquez      | Árbitro(s): Óscar Velázquez |
|                       | | Tiros desde el punto penal |                                                                                        |                                  |                             |
|                       | Gélson · Palhinha · Paulinho · Nonato · Gilmar · Cleisson · Marcos Teixeira · Ricardinho · Da Silva |                            | Martínez · Latorre · Cagna · Fabbri · Pompei · Cáceres · Toresani · Lorenzo · Dollberg |                                  |                             |

### Semifinal
| 30 de octubre de 1996 | Santos         | 1:2 (1:1) | Vélez Sarsfield                  | Estadio Municipal João Havelange, Uberlândia |                               |
|                       | Alessandro 22' |           | Posse 11' · Chilavert 90' (pen.) | Árbitro(s): José Luis Da Rosa                | Árbitro(s): José Luis Da Rosa |

| 14 de noviembre de 1996 | Vélez Sarsfield | 1:1 (1:0) | Santos     | Estadio José Amalfitani, Buenos Aires |                             |
|                         | Posse 25'       |           | Robert 77' | Árbitro(s): Óscar Velázquez           | Árbitro(s): Óscar Velázquez |

| 30 de octubre de 1996 | Cruzeiro                                    | 3:2 (3:1) | Colo-Colo              | Estadio Mineirão, Belo Horizonte                             |                                                              |
|                       | Paulinho 11' · Gilmar 25' · Célio Lúcio 37' |           | Ferrero 7' · Reyes 59' | Asistencia: 24 021 espectadores Árbitro(s): Horacio Elizondo | Asistencia: 24 021 espectadores Árbitro(s): Horacio Elizondo |

| 6 de noviembre de 1996 | Colo-Colo | 0:4 (0:3) | Cruzeiro                                          | Estadio Monumental, Santiago                            |                                                         |
|                        |           |           | Arbiza 6' (a.g.) · Palhinha 34', 43' · Aílton 76' | Asistencia: 45 000 espectadores Árbitro(s): Julio Matto | Asistencia: 45 000 espectadores Árbitro(s): Julio Matto |

### Final
| 20 de noviembre de 1996 | Cruzeiro | 0:1 (0:0) | Vélez Sarsfield      | Estadio Mineirão, Belo Horizonte |                        |
|                         |          |           | Chilavert 86' (pen.) | Árbitro(s): Óscar Ruiz           | Árbitro(s): Óscar Ruiz |

| 4 de diciembre de 1996 | Vélez Sarsfield             | 2:0 (2:0) | Cruzeiro | Estadio José Amalfitani, Buenos Aires                   |                                                         |
|                        | Camps 3' · Gélson 7' (a.g.) |           |          | Asistencia: 45 000 espectadores Árbitro(s): Julio Matto | Asistencia: 45 000 espectadores Árbitro(s): Julio Matto |

|                                     |
| Bandera de Argentina                |
| Campeón Vélez Sarsfield 1.er título |

## Estadísticas

### Clasificación general
| Pos. | Equipo             | Pts | PJ | PG | PE | PP | GF | GC | Dif. | Rend.  |
| ---- | ------------------ | --- | -- | -- | -- | -- | -- | -- | ---- | ------ |
| 1    | Vélez Sarsfield    | 20  | 8  | 6  | 2  | 0  | 14 | 5  | 9    | 83,33% |
| 2    | Cruzeiro           | 12  | 8  | 3  | 3  | 2  | 12 | 8  | 4    | 50%    |
| 3    | Santos             | 10  | 6  | 3  | 1  | 2  | 10 | 7  | 3    | 55,55% |
| 4    | Colo-Colo          | 10  | 6  | 3  | 1  | 2  | 10 | 11 | −1   | 55,55% |
| 5    | Atlético Nacional  | 7   | 4  | 2  | 1  | 1  | 7  | 6  | 1    | 58,33% |
| 6    | Boca Juniors       | 10  | 6  | 2  | 4  | 0  | 7  | 2  | 5    | 55,55% |
| 7    | Flamengo           | 5   | 4  | 1  | 2  | 1  | 2  | 2  | 0    | 41,66% |
| 8    | Olimpia            | 3   | 4  | 1  | 0  | 3  | 3  | 7  | −4   | 25%    |
| 9    | Racing Club        | 6   | 4  | 1  | 3  | 0  | 2  | 1  | 1    | 50%    |
| 10   | São Paulo          | 3   | 2  | 1  | 0  | 1  | 3  | 3  | 0    | 50%    |
| 11   | Grêmio             | 1   | 2  | 0  | 1  | 1  | 3  | 4  | −1   | 16,66% |
| 12   | River Plate        | 1   | 2  | 0  | 1  | 1  | 3  | 4  | −1   | 16,66% |
| 13   | Independiente      | 1   | 2  | 0  | 1  | 1  | 0  | 1  | −1   | 16,66% |
| 14   | Nacional           | 1   | 2  | 0  | 1  | 1  | 2  | 4  | −2   | 16,66% |
| 15   | Argentinos Juniors | 1   | 4  | 0  | 1  | 3  | 0  | 6  | −6   | 8,33%  |
| 16   | Estudiantes (LP)   | 0   | 2  | 0  | 0  | 2  | 3  | 6  | −3   | 0%     |
| 17   | Peñarol            | 0   | 2  | 0  | 0  | 2  | 1  | 5  | −4   | 0%     |

### Goleadores
| Jugador             | Club              | Goles |
| ------------------- | ----------------- | ----- |
| Patricio Camps      | Vélez Sarsfield   | 4     |
| José Luis Chilavert | Vélez Sarsfield   | 3     |
| Palhinha            | Cruzeiro          | 3     |
| Paulinho            | Cruzeiro          | 3     |
| Aílton              | Cruzeiro          | 2     |
| Alessandro          | Santos            | 2     |
| Ivo Basay           | Colo-Colo         | 2     |
| Christian Bassedas  | Vélez Sarsfield   | 2     |
| Silvio Carrario     | Boca Juniors      | 2     |
| Gabriel Cedrés      | Boca Juniors      | 2     |
| Francis Ferrero     | Colo-Colo         | 2     |
| Paulo Jamelli       | Santos            | 2     |
| Martín Palermo      | Estudiantes (LP)  | 2     |
| Martín Posse        | Vélez Sarsfield   | 2     |
| Robert              | Santos            | 2     |
| John Jairo Tréllez  | Atlético Nacional | 2     |